# 카트라이더: 드리프트 리그
카트라이더: 드리프트 리그(Kartrider: Drift League, 약칭 KDL)는 2023년부터 개최된 대한민국의 카트라이더: 드리프트 대회였다.
2023 카트라이더: 드리프트 리그를 끝으로  폐지되었다.

## 대회 방식
대회 방식은 2023년 기준

### 팀전
- 8강 풀리그 (3판 2선승제)
  - 싱글 라운드 로빈 방식으로 한 팀은 총 7경기를 치른다. 여덟 팀 중 상위 1~4위는 포스트시즌에 진출, 6~8위는 최종 탈락한다.
- 포스트시즌 (3판 2선승제)
  - 와일드카드 결정전: 8강 풀리그 4~5위가 맞붙는다. 승자는 준플레이오프에 진출, 패자는 최종 탈락한다.
  - 결승 진출전: 8강 풀리그 1~2위가 맞붙는다. 승자는 결승전에, 패자는 플레이오프에 진출한다.
  - 준플레이오프: 8강 풀리그 3위와 와일드카드 승자가 맞붙는다. 승자는 플레이오프에 진출, 패자는 최종 탈락한다.
  - 플레이오프: 결승 진출전 패자와 준플레이오프 승자가 맞붙는다. 승자는 결승전에, 패자는 최종 탈락한다.
  - 결승전: 결승 진출전 승자와 플레이오프 승자가 맞붙는다. 페이즈 방식으로 진행되며, 1~2번 페이즈는 세 세트(스피드전, 아이템전, 에이스 결정전)로, 3번 페이즈는 한 세트(7판 4선승제의 개인전 승자연전)로 구성되어있다. 두 번의 페이즈를 먼저 승리하는 팀이 최종 우승한다.

### 개인전
- 32강전: 조별 경기(A~D조)와 패자부활전으로 구성되어, 수정된 더블 엘리미네이션 방식으로 치러진다.
- 16강전: 1~2경기와 승자전, 패자전, 최종전으로 구성되어, 수정된 더블 엘리미네이션 방식으로 치러진다.
- 결승전: 결승 1라운드는 80점 이상을 얻는 선수가 나오는 즉시 레이스가 종료되고, 이후 1위와 2위를 기록한 선수가 5판 3선승제의 결승 2라운드를 치른다.

## 역대 대회 및 결과
| 연도 | 회차   | 대회                                 | 구분   | 우승                                        | 준우승                                               | 3위                                                 |
| ---- | ------ | ------------------------------------ | ------ | ------------------------------------------- | ---------------------------------------------------- | --------------------------------------------------- |
| 2023 | 비정규 | 카트라이더: 드리프트 리그 프리시즌 1 | 팀전   | 광동 프릭스 (DogWorld, SUNGBIN, SPEAR, Zzz) | 리브 샌드박스 (InSoo, NEAL, SeungHa, HyunSu, JiMin)  | Aura (Navi, Hero, Seize, Knock, Taek)               |
| 2023 | 비정규 | 카트라이더: 드리프트 리그 프리시즌 1 | 개인전 | 이재혁 Zzz                                  | 리우창헝 NEAL                                        | 박인수 InSoo                                        |
| 2023 | 비정규 | 카트라이더: 드리프트 리그 프리시즌 2 | 팀전   | 광동 프릭스 (World, SUNGBIN, SPEAR, Cool)   | 리브 샌드박스 (ByungSu, NEAL, HyunSu, JiMin, Daldda) | 성남 ROX (JJONG, DDING, Spell, Duzzi, PLANZY, VEGA) |
| 2023 | 비정규 | 카트라이더: 드리프트 리그 프리시즌 2 | 개인전 | 홍성민 Luning                               | 리우창헝 NEAL                                        | 이재혁 Cool                                         |
| 2023 | 1      | 2023 카트라이더: 드리프트 리그       | 팀전   | 광동 프릭스 (World, SUNGBIN, SPEAR, Cool)   | 리브 샌드박스 (ByungSu, NEAL, HyunSu, JiMin, Daldda) | 미래엔세종 (Hero, HoJun, Knock, Guard)              |
| 2023 | 1      | 2023 카트라이더: 드리프트 리그       | 개인전 | 이재혁 Cool                                 | 리우창헝 NEAL                                        | 김다원 Hero                                         |

## 기록과 통계

### 팀전 우승
| 팀명          | 우승 | 준우승 | 우승 시즌 | 준우승 시즌 |
| ------------- | ---- | ------ | --------- | ----------- |
| 광동 프릭스   | 1    | 0      | 2023      |             |
| 리브 샌드박스 | 0    | 1      |           | 2023        |

### 개인전 우승
| 이름     | 아이디 | 우승 | 준우승 | 우승 시즌 | 준우승 시즌 |
| -------- | ------ | ---- | ------ | --------- | ----------- |
| 이재혁   | Cool   | 1    | 0      | 2023      |             |
| 리우창헝 | NEAL   | 0    | 1      |           | 2023        |

### 팀전 MVP
| 시즌 | 아이디  | 이름   | 포지션     | 당시 소속팀 | 비고 |
| ---- | ------- | ------ | ---------- | ----------- | ---- |
| 2023 | SUNGBIN | 배성빈 | 하이브리드 | 광동 프릭스 |      |

### 개인전 MVP
| 시즌 | 아이디 | 이름     | 최종 순위 | 비고 |
| ---- | ------ | -------- | --------- | ---- |
| 2023 | NEAL   | 리우창헝 | 준우승    |      |

## 같이 보기
- 카트라이더 리그 (2005~2022)